# Vuk Mitošević
Vuk Mitošević, cyr. Bук Mитoшeвић (ur. 12 lutego 1991 w Nowym Sadzie) – serbski piłkarz występujący na pozycji pomocnika. Od 2015 jest zawodnikiem Kajsaru Kyzyłorda, do którego jest wypożyczony z FK Jagodina.

## Kariera
Jest wychowankiem Vojvodiny. W 2009 przebywał na wypożyczeniu w trzecioligowej drużynie FK Palić. W Super liga Srbije zadebiutował 21 kwietnia 2010 roku w meczu z Mladim Radnikiem (3:1). Pierwszego ligowego gola zdobył 6 listopada 2010 roku w meczu z Boracem Čačak (4:0). W 2013 przeszedł do FK Jagodina. W 2015 został wypożyczony do kazachskiego klubu Kajsar Kyzyłorda.